# Phorbas dendyi
Phorbas dendyi är en svampdjursart som först beskrevs av Topsent 1892.  Phorbas dendyi ingår i släktet Phorbas och familjen Hymedesmiidae. Utöver nominatformen finns också underarten P. d. robustus.